# سن-بلز-لا-روش
سن-بلز-لا-روش (به فرانسوی: Saint-Blaise-la-Roche) یک کمون در فرانسه با جمعیت ۲۳۲ نفر است که در Canton of Saales واقع شده‌است. این کمون در شمال شرقی فرانسه واقع شده است.